# Román Népköztársaság Állami Díja

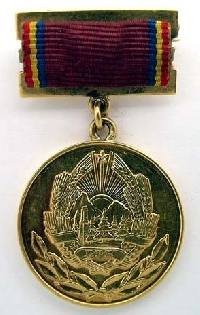
Az aranyjelvény

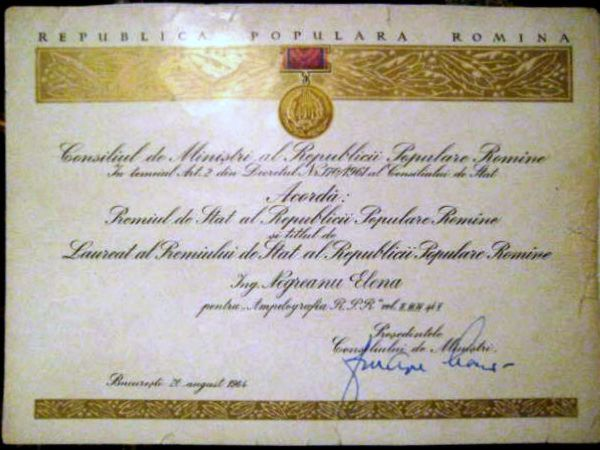
Az oklevél

A Román Népköztársaság Állami Díja a második világháború utáni évtizedek legrangosabb romániai díja. A Román Népköztársaság Alkotmánya 44. és 45. cikkelyei értelmében a Minisztertanács 1949. december 22-én alapította az alábbi öt tárgykörben elért kimagasló teljesítmények jutalmazására: a) matematika és fizika; b) biológia, földrajztudomány és földtan; c) műszaki és agrártudományok; d) orvostudomány; e) történelem, bölcselet és jogtudomány; f) nyelvtudomány, irodalomtudomány és művészet. A határozat megszabta, hogy az állami díj két osztályát évente kell odaítélni.

## Díjazás módja
Az I. osztályú díjjal kitüntetettek az 500 000 lej pénzjutalom és aranyjelvény mellett arra is jogot kapnak, hogy az RNK állami díjasa (Laureatul Premiului de Stat al Republicii Populare Române) címet viseljék. A II. osztályú díjjal kitüntetetteket 200 000 lejjel és ezüstjelvénnyel jutalmazták.
Az Államtanács a díjkiosztás módját ismételten szabályozta. A 119/1952-es dekrétum részletesebben felsorolja, hogy milyen téren elért teljesítményeket jutalmazhat a Minisztertanács. A 16–25. pont a különböző művészeti ágakra (zene, festészet-grafika, szobrászat, építőművészet, film, színház, széppróza, költészet, dramaturgia, irodalombírálat) vonatkozik. Ettől fogva az állami díjnak három osztálya van 25 000, 15 000 és 7500 lej pénzértékben, s a kitüntetettek az arany-, ezüst- és bronzjelvényeken és díszokleveleken kívül azt a jogot is megkapták, hogy az "állami díjas" címet viseljék. A dekrétum a díjak osztályok és tárgykörök szerinti számának évenkénti meghatározását, valamint az újonnan létesített Állami Díj Bizottság működési szabályzatának kidolgozását a Minisztertanács hatáskörébe utalta. Mivel az állami díj odaítélése versenypályázat jelleget nyert, a szabályzat értelmében a javaslati joggal felruházott testületek és intézmények (köztük az RNK Akadémiája, Írószövetség, KISZ) legkésőbb minden év okt. 15-éig voltak kötelesek a díjazásra javasolt műveket megfelelő indoklással benyújtani. Az Állami Díj Bizottság a javaslatokat felülvizsgálta, és legkésőbb azon év dec. 10-ig döntés végett a Minisztertanács elé terjesztette. A jegyzékbe csak az illető évben végképp befejezett (nyomtatásban megjelent, kiállított) alkotásokat lehetett belefoglalni. Miután a Minisztertanács döntését nyilvánosságra hozták, a díjak kiosztásáról a minisztertanácsi határozatban megszabott helyen és időpontban az Állami Díj Bizottság gondoskodott.
Az Államtanács további két lényeges módosítása az volt, hogy előbb az 57/1954 számú dekrétumával az irodalom és művészet terén osztályok szerint kiosztandó díjak összegét felemelte, majd 1961. júl. 3-án kelt 170. számú dekrétumával megszabta, hogy minden második évben Augusztus 23-a küszöbén ítéljék oda az állami díjakat, melyek pontos összegét esetről esetre a Minisztertanács lett hivatva megállapítani. Az átszervezett, nagyobb létszámú Állami Díj Bizottság, amelynek ekkor már Nagy István is tagja volt, egyazon személyt csak egy ízben javasolhatott állami díjra; kivételes esetekben a Minisztertanács eltekinthetett ettől a megszorítástól. Külön cikkely szögezte le, hogy csupán a javaslat megtétele előtt legalább hat hónappal befejezett vagy megjelent alkotások vehetők figyelembe.
1964 után az állami díjat egyedi esetekben, rendszerint csak egész életműért ítélték oda.

## Romániai magyar díjazottak

### Tudományos művek
- 1950–51: Palocsay Rudolf (I).
- 1953: Nyárády Erazmus Gyula (I).
- 1955: Izsák Sámuel, Valeriu I. Bologával közösen (II).
- 1964: Zörgő Benjámin, Al. Roșcával és Vasile Pavelcuval közösen (I).

### Képzőművészet
- 1949: Bordi András (II).
- 1950–51: Barabás István, Gy. Szabó Béla, Csorvássy István (II).
- 1952: Miklóssy Gábor (I), Szőnyi István, Agricola Lídia, Fekete József (II), Szobotka András (III).
- 1953: Abodi Nagy Béla, Vida Géza (III).
- 1954: Szőnyi István, Szobotka András (I), Abodi Nagy Béla, Kazár László (III).
- 1962. Erdős Imre Pál (30 000 lej).
- 1964. Szervátiusz Jenő (30 000 lej).

### Színművészet
- 1952: Delly Ferenc, Kovács György, Szabó Ernő, Tompa Miklós (II).
- 1954: Andrási Márton, Kovács György (I).

### Zene
- 1955. Eisikovits Mihály Miksa (II).

## További irodalom
- Asztalos István: A nagy kitüntetés. Utunk 1951/20.
- Colecția de legi, decrete, hotărîri și dispoziții 1956/IV. és 1964/VI.
- Colecția de Hotărîri și Dispoziții ale Consiliului de Miniștri 1964/60.
- Repertoriul general al legislației în vigoare publicată pînă la 1 ian. 1966. 527–28.